# デッド オア アライブ エクストリーム ヴィーナス バケーション
『デッド オア アライブ エクストリーム ヴィーナス バケーション』（DEAD OR ALIVE Xtreme Venus Vacation）は、コーエーテクモゲームス（Team NINJA）が開発しDMM GAMES（EXNOA）より配信されているWindows用ゲームソフト。略称は「DOAXVV」。2017年11月15日サービス開始。基本プレイ無料（アイテム課金制）。
2020年8月18日よりSteamでの配信も開始された。

## 内容
本作はヴィーナス諸島のオーナーとして、強さと美しさを競い合う「ヴィーナスフェス」の参加者を支援する内容であり、おおよその機能は『デッド オア アライブ エクストリーム3』（以下：『DOAX3』）と同様である。まず、プレイヤーは2人の女性のうち1人をパートナーとして選択し、以降はゲーム内ポイントやガチャを通じて他の女性との交流を深めていく。女性たちはレベルを上げるとスキルを覚える仕組みとなっている。
メインモードであるヴィーナスフェスでは、女性たちの中から2名をビーチバレーに出場させる内容であり、勝利すると装備の一種である水着や女性たちとのイベントが解放される。
なお、フェスで用いる水着「フェスコーデ」は、ホーム画面のパートナーやグラビア撮影で使う水着「プライベートコーデ」とは別物である。

## キャラクター
本作に登場するキャラクターのうち、サービス開始時点で実装されていたのは、「マリー・ローズ」「ほのか」「かすみ」「あやね」「こころ」「女天狗」「ヒトミ」「紅葉」「エレナ」「みさき」の10人である。以降、キャラクターが次々に実装されていった。

### 既存キャラクター
| 名前           | 声優       | 初登場         | 備考 |
| -------------- | ---------- | -------------- | ---- |
| マリー・ローズ | 相沢舞     | 2017年11月15日 |      |
| ほのか         | 野中藍     | 2017年11月15日 |      |
| かすみ         | 桑島法子   | 2017年11月15日 |      |
| あやね         | 山崎和佳奈 | 2017年11月15日 |      |
| こころ         | 川澄綾子   | 2017年11月15日 |      |
| 女天狗         | 佐藤朱     | 2017年11月15日 |      |
| ヒトミ         | 堀江由衣   | 2017年11月15日 |      |
| 紅葉           | 皆口裕子   | 2017年11月15日 |      |
| エレナ         | 小山裕香   | 2017年11月15日 |      |
| レイファン     | 冬馬由美   | 2018年7月5日   |      |
| ティナ         | 永島由子   | 2022年1月28日  |      |

### 新規キャラクター
| 名前       | 声優                   | 初登場         | 備考 |
| ---------- | ---------------------- | -------------- | ---- |
| みさき     | 津田美波               | 2017年11月15日 |      |
| ルナ       | 三上枝織               | 2018年1月18日  |      |
| たまき     | 大西沙織               | 2018年4月12日  |      |
| フィオナ   | 本渡楓                 | 2018年9月27日  |      |
| なぎさ     | 内田真礼               | 2018年12月18日 |      |
| カンナ     | 大空直美               | 2019年4月11日  |      |
| モニカ     | 幸村恵理               | 2019年8月7日   |      |
| さゆり     | 和氣あず未             | 2019年12月5日  |      |
| パティ     | 高野麻里佳             | 2020年4月30日  |      |
| つくし     | 指出毬亜               | 2020年8月26日  |      |
| ロベリア   | 古賀葵                 | 2020年12月28日 |      |
| ななみ     | 島袋美由利             | 2021年4月1日   |      |
| エリーゼ   | 瀬戸麻沙美             | 2021年7月14日  |      |
| こはる     | 長縄まりあ             | 2021年11月2日  |      |
| エイミー   | 鈴代紗弓               | 2022年4月4日   |      |
| シャンディ | 下地紫野               | 2022年8月24日  |      |
| ゆきの     | 前田佳織里             | 2023年2月21日  |      |
| しずく     | 羊宮妃那               | 2023年10月26日 |      |
| れいか     | 近藤玲奈               | 2024年6月27日  |      |
| メグ       | 富田美憂               | 2024年8月27日  |      |
| あずさ     | ブリドカットセーラ恵美 | 2025年6月23日  |      |

## 開発
本作の開発のきっかけは、前作『DOAX3』の公式動画の視聴回数が160万回を超えたことである。この数字はコーエーテクモ作品としては極めて大きなものだが、売り上げにつながったわけでないため、プロデューサーの早矢仕洋介はパソコンで動画を見ていた人たちに向けてシリーズに親しんでほしいと考えた。基本無料タイトルということでスマートフォンも候補に挙がったが、スマートフォンのスペックでは「やわらかエンジン」やお色気要素といった『デッド オア アライブ エクストリーム』シリーズ（以下：DOAXシリーズ）の魅力を十全に表現できないうえ、後者はプラットフォーマーの審査が厳しいため、見送られた。どうしようかと思っていた矢先、DMM GAMESから「DMM GAME PLAYER」を紹介され、そこを通じて新作を売り出すことにした。
本作はDMM GAMESからユーザ属性等のアドバイスを受けながら、コーエーテクモゲームスが開発・運営を行う体制がとられている。本作は「ブラウザゲームのように遊べるクライアント型ゲーム」という目標が立てられており、シリーズとしては変えていけない部分をも取っ払い、スマートフォンやブラウザゲームのファンが違和感を抱かないゲームデザインが構築された。通常キャラクターの描写には「やわらかエンジン2.0」が再利用されている一方、ロースペックPC向けには軽量化したCGモデルと「やわらかエンジンLite」が用いられている。本作では『DOAX3』のオーナーモードの方向性を推し進める方針が取られた一方、DMM GAMESのユーザの中でゲームパットを使う者の割合がわからないため、ビーチバレーの場面においては従来のようにプレイヤーが女性たちを操作するのではなく、指示を出す方式が取られた。
「やわらかエンジン2.0」の機能の一つである肌の紅潮表現は、新キャラクターであるみさきの魅力を表現するため、本作で初めて採用された。
レーティングは『DOAX3』とほぼ同様でありながら、ぎりぎりCERO-Dを狙っていると早矢仕は4Gamer.netとのインタビューの中で語っており、社内から「ガチャ演出でシャワーシーンが出てくるが大丈夫か」と尋ねられたこともあったと振り返っている。
従来のDOAXシリーズではプレイヤーから水着をプレゼントされたキャラクターが好みではないとして突き返すという要素があったのに対し、本作では拒絶の代わりに、好みに応じてリアクションが変化する仕組みが取られた。
日本国内のDOAXシリーズファンは家庭用ゲーム機が主流であり、あまり認知されていないと感じた作田は、本作を知らない人に向けてSteamにも展開することにした。
サービス初期は短いスパンでのアップデートが行われてきたが、3年目に突入した2020年ごろからはコロナウイルスの蔓延により難しくなってきた。また、3周年に際してはシリーズ恒例のミニゲーム「どんけつゲーム」が導入された。
2021年は開発体制が大きく変わり、ディレクターだった作田がプロデューサーとなった。
また、作田は2024年のインタビューの中で、物価高騰でコスト管理がシビアになり、今まで積極的にできたことが簡単にはできなくなったと話している。

### キャラクター設定

#### 新規キャラクターの実装
大元が格闘ゲームだったこともあり、シリーズの過去作品においては女性格闘家（または強そうな女性）が多かったのに対し、本作ではいったんその方向性を除外する方針が取られた。新キャラクターであるみさきはそのような取り組みの末、オーナーの側に寄り添ってくれる存在として誕生した。みさきはギャルのイメージをしていたため、（プランナーから要望はあったものの）作田としては似たようなキャラクターを出すつもりはなかった。
やがて、運営を続ける中でみさきのイメージが次第に「恥じらいをみせる、かわいい女の子」に近づいてきたことに加え、現実世界におけるギャルの雰囲気が変わったため、みさきのアイデンティティを損ねることなく、新たなギャルを出せそうという作田の判断から、2023年2月にゆきのが実装された。ゆきののキャラクター性の背景にはプレイヤーであるオーナーを肯定してくれる女性にしたいという想いがあり、「好きが好き」という言葉をテーマに性格を構築した。一方、ギャルが苦手な者もいるため、見た目のデザイン、とりわけメイクに際しては怖い印象を持たれないよう注意が払われたほか、金髪が苦手なプレイヤーのために黒髪も用意された。加えて、活発な感じを出すために、動きや表情などが細かく調整された。
一方、2023年10月26日に実装された「しずく」は、プランナーの「ダンデレな女の子」というキーワードがきっかけで誕生した。このキーワードだけではビジュアルがイメージしにくかったが、過去の案である「九尾の狐」の設定からダークな部分を少し外した結果、「妖狐であることを隠すために自己主張しないが、心を許した相手にはデレる」という設定が組まれた。しずくはケモ耳が嫌いなプレイヤーへの配慮から、ストーリー上での意味合いを持たせたうえで隠せるようにしている一方、つくしのめがねはプランナーの意向によりシャワーシーンの場面のみめがねを外す姿が描かれている。
れいかは2024年6月に国際版のプレイヤーへのサプライズとして実装された経緯があり、シンガポールにいる国際版の開発チームが中心となって制作した。作田はより国際色の強いキャラクターになるかと思いきや、やけに日本人らしいのでちょっと驚いたと2024年のインタビューの中で話している。
一方、2024年8月に実装されたメグは日本国内のメンバーを中心に制作されたが、なかなかイメージが固まらなかったと作田は振り返っている。最終的に、そっけなくもまじめなれいかに対し、「さぼり癖のある悪い子」という立ち位置に収まり、演者である富田美憂による演技もキャラクターに相応しく、ありがたかったと作田は振り返っている。

#### 既存キャラクターの実装
一方、作田は2020年のインタビューの中で、プレイヤーに好意を持つ（または心が通い合う関係になる）という最終目標がある以上、新規キャラクターよりも既存キャラクターのセッティングのほうが極めて難しく、実装するにしても特別なタイミングが必要だと話している。
例えば、レイファンは『デッド オア アライブ6』の発表を控えていたことと、プレイヤーからの要望が多かったため2018年7月の実装に至ったが、ジャン・リーとの兼ね合いからプレイヤーを受け入れてくれるであろうパターンを見つけるのに苦労したと作田は振り返っている。
ティナも同様の理由から2022年にDOAシリーズ25周年記念施策として実装された。彼女は全世界的に人気があることから、実装に当たっては国際版の運営チームのメンバーも含めた専用チームが組まれ、作田が指揮を執った。また、他のオリジナルキャラクターは実装直前に情報を明かすことが多かったのに対し、ティナの場合は生放送で事前に発表したうえで、実装までの間に進捗を報告する形が取られた。ティナの声は永島由子が担当しており、『デッド オア アライブ6』から久々に演じるということでうれしそうだったと作田は話している。なお、彼女のデザインは本作と描画エンジンが近い『デッド オア アライブ5』の時のものをもとにしている。
他方、たまきのように本作発のキャラクターがDOAシリーズ本編に登場した例もあった。

### 水着
作中に登場する水着は、様々なスタッフから上がってきたデザイン案を基に作田が判断している。作田は「Game Watch」とのインタビューの中で、NG基準として「着た人が損をするようなデザイン（例：かわいくない、下品である）」を挙げているが、インタビューアーの遠藤浩之から「確かにどの水着も可愛いですが、品がないという点ではそんな水着も無いことも無いような……」と指摘された際は、「自分の中で様々な理由付けをしたうえでの判断」と付け加えたうえで、プレイヤーから見たらおかしなものがあるかもしれないと答えている。

### 「トゥルーカラー」の実装
「トゥルーカラー」の実装のきっかけは、4周年記念生放送で、ゲストの相沢舞が自身が演じるマリー・ローズの過去の水着を振り返るコーナーにて、「『DOAXVV』の可愛いマリーちゃんも良いんですけど、格闘ゲームのマリーを感じるクールさも良いんです」と発言したことである。作田自身も違いを認識しつつ受け入れていたが、その際視聴者から寄せられたコメントを見て、本当にこれでよいのかと疑問視するようになった。
その後、彼は本作を通じてDOAシリーズのマリーの魅力を表現することを考え、マリーの新たな水着の制作に取り掛かった。準備を進める中で、作田はこのありかたがほかのキャラクターにも通ずると考えた。当初は単一の共通フォーマットを基に各人に合わせたシナリオを作る案が挙がった。この方法は現実的に作れるという利点があったものの、作田はすでに実装されていた「誕生日プレゼント」と差を出せるのか疑問視した。
そこで、今まで描いていなかったバカンスの一瞬を切り取った「誕生日プレゼント」とは別の方向性で、プレイヤーと女性たちが中を深めるコンテンツを作ろうという話になり、このところ埋もれ気味だったみさきを題材とすることにした。このコンテンツは複数話で構成されており、物語の中で関係性が変化することが多いことから、2話目以降のエピソードはキャラクターのレベルといった解放条件が設けられた。
マリーの後、ほかのキャラクターのトゥルーカラーアップデートを求める声が多く寄せられる中、開発陣はニュートラルな在り方になりがちだったこころのトゥルーカラーアップデートを作ろうと思い立った。こころは『DOA5』で見た目が大きく変化しており、その時のプレイヤーたちが感じた「ドキッとした気持ち」を再現しようとした。加えて、開発陣は「舞」でこころの魅力を引き出したいと考えた。そして、実装されたシナリオでは「オーナーに振り向いてもらうべく、デートをしたりお座敷遊びをしてみたが、オーナーに自分の気持ちが伝わっていなかったことに気づき、かねてよりオーナーが希望していた舞を舞う」という内容となった。

## 評価
ファミ通の西川くんは2018年1月に寄せた記事の中で、ゲームの遊び部分はカジュアルな作りであるとしつつも、やりこみ度が高いとしている。

## Venus Vacation PRISM - DEAD OR ALIVE Xtreme -
2025年3月27日には、スピンオフとなる恋愛ゲーム『Venus Vacation PRISM - DEAD OR ALIVE Xtreme -』（ヴィーナス バケーション プリズム デッド オア アライブ エクストリーム）が発売。攻略対象キャラクターはみさき、ななみ、ほのか、たまき、フィオナ、エリーゼの6名。

### 開発（PRISM）
『DOAXVV』がサービスを開始してから7年経つ分、今から始めるのをためらう者も出てくることが考えられるほか、一部のファンからは「ガチャゲーはちょっと…」「高スペックPCがないので家庭用ゲーム機で出してほしい」といった声も寄せられていた。また、『DOAXVV』のグラフィックエンジンは『DOAX3』を基にしたものが用いられている分、作田にはより上のグラフィックエンジンを使いたいという想いがあった。以上のことから、作田は家庭用ゲーム機向けに買い切りタイトルとして提供するのが最善と考えた。
また、本作はDOAXシリーズではなく、「Venus Vacation」シリーズの1作品として位置づけられているため、DOAXシリーズ恒例であるプレイヤーから女性へのプレゼントはなく、キャラクターの衣装も場面に沿ったものである。『DOAXVV』を知らない者でも楽しめるよう、シナリオは同作のエピソードを追体験するものとなっている。あまりにも人数が多いと1人当たりの出番が減ってしまうことなどから、本作への登場人物は6人に抑えられた。このうち、みさき、たまき、フィオナの3人は『DOAXVV』初期の思い出を楽しんでもらうために登場に至った。オーナーの指導役としてサービス4年目に登場したエリーゼは、ストーリーを盛り上げる存在になれそうだという作田の判断により登場することとなった。
グラフィックエンジンには「Katana Engine」を基にしたものが用いられた。
『DOAX3』のVRモード実装や、『DOAXVV』でMR研究開発の経験から、作田は特定のデバイスに頼ることなく、キャラクターとの距離を楽しんでほしいと考え、没入感を優先するため極めて目立ちにくいUIが採用された。